# Jules Vignes
Pour les articles homonymes, voir Vignes.
Jules Vignes, Toulouse, 13 avril 1884 - Lyon, 28 mars 1970, est un propagandiste anarchiste, et « idiste » (de Ido langue internationale proche de l'espéranto).
Il a été ouvrier manœuvre, puis journaliste et imprimeur ; militant anarcho-syndicaliste et libertaire.
Il est le créateur du journal français Libération, paru pour la première fois en 1927 (le journal Libération actuel n'a aucun lien organique avec ce titre). 

## Biographie
Issu d'un milieu  modeste, l'adolescent débute comme ouvrier « galochier » (les galoches étant les chaussures à semelles de bois portées par les plus démunis). Il exerce ensuite divers emplois en trimardeur à travers la France. Il s'intéresse aux thèses d'avant garde de son époque, Marx, Proudhon et fréquente les milieux anarcho-syndicalistes très opposés au communisme d'État.
En mai 1906, il est condamné pour avoir placardé des affiches anarchistes. En octobre 1908, il crée le journal anarchiste La Torche. En 1909, il est le premier secrétaire de l'Union départementale des syndicats ouvriers de l'Allier, mais renonce un an plus tard à son mandat. En avril 1910, il sera candidat « anti-parlementaire » aux élections législatives.
Début 1917, il édite à Saint-Genis-Laval (Rhône) le journal libertaire, idiste, La Feuille, puis en 1927, le premier journal Libération. Il en propose une version internationale en Ido, Liberoso. Novateur et proche des idées des « pétroleuses » et des « suffragettes » qui demandaient le droit de vote pour les femmes, il ouvre ses colonnes aux mouvements féministes.
En 1936, il soutient la révolution espagnole et, début 1939, accueille en France plusieurs réfugiés politiques espagnols en exil. Il apporte également son aide au réseau de résistance de Francisco Ponzán Vidal. En 1945, il relance le journal La Feuille, suivi par Le Vieux travailleur (1951-1957), et Le Travailleur libertaire (1957-1958).
Jules Vignes est mort le 28 mars 1970, à Lyon sans avoir connu la renaissance du journal Libération.

## Notices
- Dictionnaire international des militants anarchistes : notice biographique.
- L'Éphéméride anarchiste : notice biographique.
- Dictionnaire biographique du mouvement ouvrier français, « Le Maitron » : notice biographique.
- René Bianco, 100 ans de presse anarchiste : notice.
- La presse anarchiste : notice.